# Питкјаранта
Питкјаранта (рус. Питкяра́нта, фин. Pitkäranta) град је у северозападном делу Русије. Налази се у Републици Карелији. Питкјаранта је административни центар Питкјарантског рејона.
Град се налази на североисточној обали највећег европског језера - Ладога, 281 километар западно од Петрозаводска (главног града Карелије). У граду се налази железничка станица.

## Историја
Град је основан средином 19. века као језерско пристаниште.
Од 1918. до 1940. године налазио се у саставу Финске, када је после завршетка Зимског рата ушао у састав Совјетског Савеза. Године 1940. Питкјаранта добија статус града.
За време Другог светског рата град је окупирала финска војска и тада је он претрпео велика разарања.

## Становништво
Према прелиминарним подацима са пописа, у граду је 2010. живело становника, (%) више него 2002.
| 1959. | 1970.  | 1979.  | 1989.  | 2002.  | 2010.  |
| ----- | ------ | ------ | ------ | ------ | ------ |
| 6.204 | 10.251 | 13.839 | 14.361 | 13.347 | 11.429 |

У граду Питкјаранта живи око 13.000 становника (2006) што представља 57% укупног становништва Питкјарантског рејона. Велику већину чине Руси, који су се овде населили по завршетку Зимског и Другог светског рата када су се Финци иселили из града.
Број становника у граду драстично опада током последњих година услед исељавања становништва у веће градове у потрази за послом.

## Економија
После пропасти Совјетског Савеза економија Питкјаранта, као и целе Карелије, се нашла у великој кризи.
Основа градске економије се заснива на дрвној индустрији и целулозно-папирној индустрији. Такође у граду постоји грађевинска индустрија. Постоје невелике производне линије прехрамбене индустрије које обично запошљавају по неколико особа и које производе храну за локалне потребе.

## Међународна сарадња
- Сортавала (рус. Сортавала) - 45 километара - западно[3]
- Лахденпохја (рус. Лахденпохья) - 68 километара - западно
- Суојарви (рус. Суоярви) - 73 километара - североисточно
- Приозерск (рус. Приозерск) - 94 километара - југозападно
- Олонец (рус. Олонец) - 102 километара - југоисточно
- Каменогорск (рус. Каменногорск) - 143 километара - југозападно
- Лодејное Поле (рус. Лодейное Поле) - 144 километара - југоисточно
- Светогорск (рус. Светогорск) - 149 километара - западно

- Куопио
- Пикаљово